# Kościół Świętych Piotra i Pawła w Dobromierzu
Kościół Świętych Piotra i Pawła – rzymskokatolicki kościół pomocniczy należący do parafii św. Michała Archanioła w Dobromierzu znajdującej się w dekanacie Świebodzice diecezji świdnickiej.
Jest to dawna ewangelicka świątynia (od 1975 roku katolicka) wybudowana w latach 1828-1832 według projektu najwybitniejszego niemieckiego architekta z I połowy XIX wieku - Karla Friedricha Schinkla. Reprezentuje styl neoklasycystyczny i składa się prostokątnej nawy z wieżą w osi - wzniesioną na planie kwadratu, nad galerią ośmioboczną, zwieńczoną dachem hełmowym. Na szczycie wieży znajduje się mały taras widokowy. Dookoła niego wieża przykryta jest dachem hełmowym. Z zewnątrz kościół ozdobiony jest boniowaniami.

## Historia budowy
Od roku 1742/43 stary ratusz miejski służył również jako dom modlitwy. Po pożarze mającym miejsce 3 stycznia 1827 podjęto działania majace na celu budowę kościoła ewnagelickiego.
Budowa nowego kościoła ewangelickiego mogła się tu odbyć dzięki licznym zbiórkom pieniędzy, które przeprowadzono wówczas w całych Niemczech. Ofiarność narodu niemieckiego mieszkańcy Dobromierza mogli zawdzięczać rozgłosowi swojej miejscowości, jako miejsca słynnej bitwy, która rozegrała się tutaj 4 czerwca 1745 roku.
Jeszcze w tym samym roku projekt opracował inspektor budowlany Tollkemitt, a następnie złożył go do oceny w Berlińskiej Wyższej Deputacji Budowlanej (OBD). Plany zostały poddane dalszym poprawkom przez Karla Friedricha Schinkela w grudniu 1827 roku, który przedstawił alternatywny projekt. Na podstawie tej wersji Tollkemitt opracował szczegółowe plany, które ponownie zostały przedłożone OBD do zatwierdzenia. Po ich ocenie, 28 maja 1828 roku, projekt został zatwierdzony do realizacji.
W dniu 9 czerwca 1828 roku wzniesiono kamień węgielny pod nową budowę kościoła ewangelickiego na niewielkim wzgórzu na północnym skraju miejscowości. Zewnętrzne ściany i dach zostały ukończone jeszcze przed nadejściem zimy. W następnym roku zakończono tynkowanie budowli, a także przystąpiono do prac wykończeniowych wewnątrz. Kościół został uroczyście poświęcony już 29 listopada 1829 roku, mimo iż wieża nie była jeszcze gotowa. Dopiero w 1832 roku wznowiono prace nad budową wieży.
Podczas tych prac, 9 lipca 1832 roku, Schinkel odwiedził plac budowy i ocenił, że wykonanie kościoła zostało dobrze zrealizowane. Zauważył jednak, że nieautoryzowana dobudowa zakrystii zniekształca tylną elewację świątyni. Pierwotnie planowano tam dodatkowe wejście z trzema oknami w kształcie łuków. Ponadto, Schinkel skrytykował wykonanie wieży, która wówczas osiągnęła wysokość głównego gzymsu kościoła. W tym czasie Schinkel nie mógł przewidzieć, że dalsza budowa wieży wprowadzi jeszcze poważniejsze zmiany. Ostatecznie, górna część wieży została zrealizowana w tradycji śląskich form budowlanych, przez co dzisiaj stanowi ona obcy element w kontekście klasycystycznej architektury kościoła.

## Wyposażenie
Wewnątrz znajdują się: chrzcielnica ufundowana przez rodzinę von Mutius z Bronowa, drewniany prospekt organowy, figury patronów z XIX wieku, empory o dwóch kondygnacjach, i strop zwierciadlany. Świątynia nakryta jest dachem trójspadowym i posiada wysokie okna z półkolistymi zakończeniami.
W świątyni znajdowała się ambona przeniesiona z Kościoła Pokoju w Świdnicy (nie zachowana).